# 키칠라노 고등학교
키칠라노 고등학교(Kitsilano Secondary School)는 캐나다 브리티시 컬럼비아 주 밴쿠버에 있는 고등학교로, 영어 교과과정과 같은 수업내용을 프랑스어로 받게 하는 프렌치 이머전 프로그램 등이 유명하다.

## 운동
뛰어난 교육과 더불어 키칠라노 고등학교는 여러 운동에서도 뛰어난 성적을 거두었다. 특히 농구, 럭비와 아이스 하키가 유명하다. 1997년, 브리티시 컬럼비아 주 전체 농구 대회 대상을 수상하기도 하였다.

## 유명 동문
- 토니 부잔 - 마인드맵의 창시자 (60년 졸)
- 라이언 레이놀즈 - 할리우드 배우
- 헤이든 크리스텐슨 - 할리우드 배우
- 조슈아 잭슨 - 배우
- 서번 컬리즈 스즈키 - 환경운동가, 데이비드 스즈키의 딸